# Díode túnel
El díode túnel és un díode semiconductor que té una unió PN, en la qual es produeix l'efecte túnel que dona origen a una conductància diferencial negativa en un cert interval de la característica corrent - tensió.

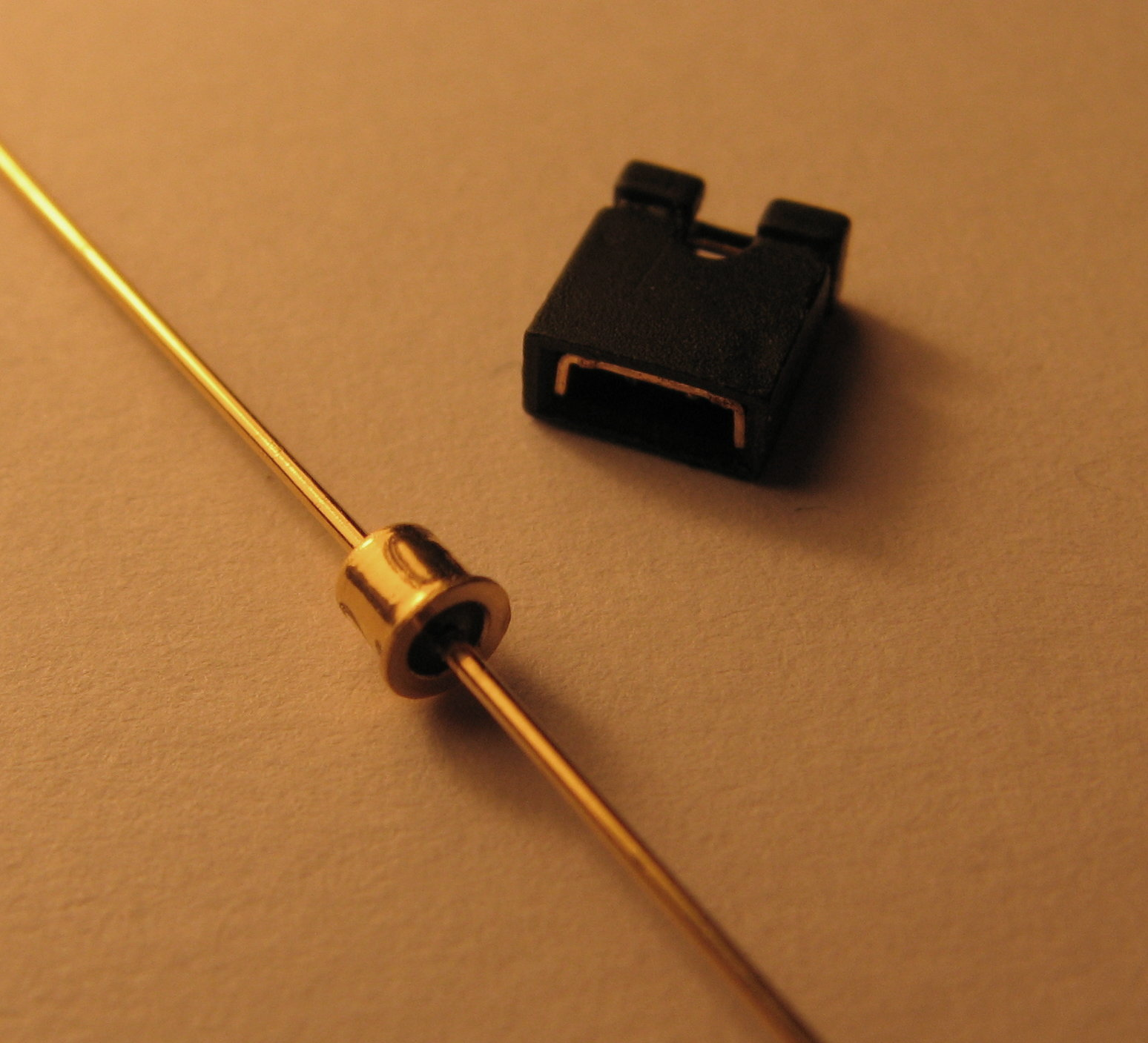
Díode túnel 1N3716 (vs. jumper)

Símbol del Díode túnel
A: ànode; C: càtode

Per la presència del tram de resistència negativa es pot utilitzar com a component actiu (amplificador o oscil·lador). També es coneixen com a díodes Esaki, en honor de l'home que va descobrir que una forta contaminació amb impureses podia causar un efecte de tunelització dels portadors de càrrega al llarg de la zona d'esgotament de la unió. Una característica important del díode túnel és la seva resistència negativa en un determinat interval de voltatges de polarització directa. Quan la resistència és negativa, el corrent disminueix en augmentar el voltatge. En conseqüència, el díode túnel pot funcionar com a amplificador, com oscil·lador o com biestable. Essencialment, aquest díode és un dispositiu de baixa potència per a aplicacions que impliquen microones i que estan relativament lliures dels efectes de la radiació.